# Uganda na Letnich Igrzyskach Olimpijskich 2016
Uganda na Letnich Igrzyskach Olimpijskich 2016 – występ kadry sportowców reprezentujących Ugandę na igrzyskach olimpijskich w Rio de Janeiro. Reprezentacja liczyła 21 zawodników – 14 mężczyzn i 7 kobiet.
Był to piętnasty występ reprezentacji Ugandy na letnich igrzyskach olimpijskich.

## Reprezentanci

### Boks
Mężczyźni
| Zawodnik        | Konkurencja    | 1/16             | 1/8              | Ćwierćfinał      | Półfinał         | Finał            | Finał   | Źródło |
| Zawodnik        | Konkurencja    | Przeciwnik Wynik | Przeciwnik Wynik | Przeciwnik Wynik | Przeciwnik Wynik | Przeciwnik Wynik | Miejsce | Źródło |
| --------------- | -------------- | ---------------- | ---------------- | ---------------- | ---------------- | ---------------- | ------- | ------ |
| Ronald Serugo   | waga musza     | Abgaryan P 1-2   | NQ               | NQ               | NQ               | NQ               | 17.     | [ 2 ]  |
| Kennedy Katende | waga półciężka | Buatsi P TKO     | NQ               | NQ               | NQ               | NQ               | 17.     | [ 3 ]  |

### Lekkoatletyka
Mężczyźni
| Zawodnik          | Konkurencja                   | Eliminacje | Eliminacje | Półfinał | Półfinał | Finał    | Finał   | Źródło |
| Zawodnik          | Konkurencja                   | Wynik      | Pozycja    | Wynik    | Pozycja  | Wynik    | Pozycja | Źródło |
| ----------------- | ----------------------------- | ---------- | ---------- | -------- | -------- | -------- | ------- | ------ |
| Ronald Musagala   | bieg na 1500 m                | 3:38,45    | 4. Q       | 3:40,37  | 12. Q    | 3:51,68  | 11.     | [ 4 ]  |
| Jacob Kiplimo     | bieg na 5000 m                | 13:30,40   | 26.        | —        | —        | NQ       | NQ      | [ 5 ]  |
| Phillip Kipyeko   | bieg na 5000 m                | 13:24,66   | 12.        | —        | —        | NQ       | NQ      | [ 5 ]  |
| Joshua Cheptegei  | bieg na 5000 m                | 13:25,70   | 16. Q      | —        | —        | 13:09,17 | 8.      | [ 5 ]  |
| Joshua Cheptegei  | bieg na 10 000 m              | —          | —          | —        | —        | 27:10,06 | 6.      | [ 6 ]  |
| Moses Kurong      | bieg na 10 000 m              | —          | —          | —        | —        | 28:03,38 | 22.     | [ 6 ]  |
| Timothy Toroitich | bieg na 10 000 m              | —          | —          | —        | —        | 28:04,84 | 23.     | [ 6 ]  |
| Jackson Kiprop    | maraton                       | —          | —          | —        | —        | 2:22:09  | 80.     | [ 7 ]  |
| Stephen Kiprotich | maraton                       | —          | —          | —        | —        | 2:13:32  | 14.     | [ 7 ]  |
| Solomon Mutai     | maraton                       | —          | —          | —        | —        | 2:11:49  | 8.      | [ 7 ]  |
| Jacob Araptany    | bieg na 3000 m z przeszkodami | 8:21,53    | 2. Q       | —        | —        | DNF      | DNF     | [ 8 ]  |
| Benjamin Kiplagat | bieg na 3000 m z przeszkodami | 8:30,76    | 19.        | —        | —        | NQ       | NQ      | [ 8 ]  |

Kobiety
| Zawodniczka     | Konkurencja                   | Eliminacje | Eliminacje | Półfinał | Półfinał | Finał   | Finał   | Źródło |
| Zawodniczka     | Konkurencja                   | Wynik      | Pozycja    | Wynik    | Pozycja  | Wynik   | Pozycja | Źródło |
| --------------- | ----------------------------- | ---------- | ---------- | -------- | -------- | ------- | ------- | ------ |
| Halimah Nakaayi | bieg na 800 m                 | 1:59,78    | 10. q      | 2:00,63  | 17.      | NQ      | NQ      | [ 9 ]  |
| Winnie Nanyondo | bieg na 800 m                 | 2:02,77    | 47.        | NQ       | NQ       | NQ      | NQ      | [ 9 ]  |
| Stella Chesang  | bieg na 5000 m                | 15:49,80   | 25.        | —        | —        | NQ      | NQ      | [ 10 ] |
| Juliet Chekwel  | bieg na 5000 m                | 15:29,07   | 17.        | —        | —        | NQ      | NQ      | [ 10 ] |
| Juliet Chekwel  | bieg na 10 000 m              | —          | —          | —        | —        | DNF     | DNF     | [ 11 ] |
| Nyakisi Adero   | maraton                       | —          | —          | —        | —        | 2:42:39 | 68.     | [ 12 ] |
| Peruth Chemutai | bieg na 3000 m z przeszkodami | 9:31,03    | 17.        | —        | —        | NQ      | NQ      | [ 13 ] |

### Pływanie
Mężczyźni
| Zawodnik         | Konkurencja          | Eliminacje | Eliminacje | Półfinał | Półfinał | Finał | Źródło |         |
| Zawodnik         | Konkurencja          | Czas       | Miejsce    | Czas     | Miejsce  | Czas  | Źródło | Miejsce |
| ---------------- | -------------------- | ---------- | ---------- | -------- | -------- | ----- | ------ | ------- |
| Joshua Tibatemwa | 50 m stylem dowolnym | 25,98      | 64.        | NQ       | NQ       | NQ    | NQ     | [ 14 ]  |

Kobiety
| Zawodniczka    | Konkurencja           | Eliminacje | Eliminacje | Półfinał | Półfinał | Finał | Finał   | Źródło |
| Zawodniczka    | Konkurencja           | Czas       | Miejsce    | Czas     | Miejsce  | Czas  | Miejsce | Źródło |
| -------------- | --------------------- | ---------- | ---------- | -------- | -------- | ----- | ------- | ------ |
| Jamila Lunkuse | 200 m stylem zmiennym | 1:19,64    | 40.        | NQ       | NQ       | NQ    | NQ      | [ 15 ] |